# Eva Haniaková
Eva Haniaková (* 6. května 1954) je bývalá československá fotbalistka a v současnosti trenérka, která hrála jako obránkyně. Byla hráčkou československé reprezentace. Se Slavií získala 11 titulů mistra Československa.

## Reprezentační kariéra
S reprezentací se zúčastnila FIFA Women's Invitation Tournament 1988 v Číně, soutěž byla neoficiálním mistrovstvím světa.

## Trenérská kariéra
Haniakovou i přes dlouhodobě působení v Slavii zaměstnala jako trenérku mládeže konkurenční Sparta Praha. Působila také jako trenérka české ženské fotbalové reprezentace do 17 let.
V roce 2014 jí udělila Fotbalová asociace České republiky Cenu Václava Jíry.